# Oakwood (Illinois)
Pour les articles homonymes, voir Oakwood.
Oakwood est une localité du comté de Vermilion en Illinois, à 10 km à l'ouest de Danville.
La population était de 1 502 habitants en 2000, de 1 427 habitants en 2009, et de 1 595 habitants en 2010.